# Indomptable (1789)
Pour les autres navires du même nom, voir Indomptable.
 (septembre 2010).
Si vous disposez d'ouvrages ou d'articles de référence ou si vous connaissez des sites web de qualité traitant du thème abordé ici, merci de compléter l'article en donnant les références utiles à sa vérifiabilité et en les liant à la section « Notes et références ».
L’Indomptable est un navire de guerre français en service de 1789 à 1805. C'est un vaisseau de ligne de deuxième rang portant 80 canons sur deux ponts.
Il fut mis sur cale en 1788 et lancé à Brest en 1789 selon les plans de l'architecte naval Jacques-Noël Sané (1740-1831). C'est le deuxième exemplaire des 35 vaisseaux de la classe Tonnant.

## Combats sous la Révolution (1793-1799)
Sous les ordres du capitaine de vaisseau Le Mesle, il participe aux combats de Prairial les 29 mai et 1er juin 1794, où il s'illustre en endommageant deux puissants adversaires. À la fin du combat, l’Indomptable démâté est remorqué vers Brest.
Il est incorporé à l’escadre de la Méditerranée en 1795, où il arbore le pavillon du contre-amiral François Bouvet. L’Indomptable participe ensuite à la tentative de débarquement en Irlande projetée par Hoche qui se solde par un échec.

## Sous le Consulat
En 1801, il est impliqué dans les opérations en mer Méditerranée : tentatives de franchissement du blocus britannique, actions autour de l'île d'Elbe et la bataille d’Algésiras en 1801, durant lequel il sera très endommagé. Rapidement remis en état, l’Indomptable fera aussi partie de l'expédition de Saint-Domingue (1801-1803), qui verra quatre escadres françaises converger et débarquer une armée de 32 000 hommes sur l'île sous les ordres du général Leclerc. L'expédition sera un échec sur le terrain. Les soldats sont vaincus par les révoltés organisés en guérilleros et la maladie. Le 18 novembre 1803, près du Cap-Français, les Français sont vaincus à la bataille de Vertières par le général insurgé Dessalines. L'île proclame son indépendance sous le nom d'Haïti ; les colons sont chassés ou massacrés.
L’Indomptable regagne Toulon. Entre-temps, la paix est signée avec le Royaume-Uni par le traité d'Amiens le 25 mars 1802.

## Service dans la marine impériale
Cette paix est de courte durée. Dès la fin de 1804 Napoléon prépare un débarquement en Angleterre. Son armée d'invasion installée au Camp de Boulogne (la future Grande Armée) attend le soutien des escadres françaises de Méditerranée et de l'Atlantique pour traverser la Manche. Le plan est d'attirer le maximum d'unités des flottes britanniques loin des côtes françaises, puis de faire route vers la Manche et Boulogne. Le 17 janvier 1805, l'escadre de Toulon sous le commandement du vice-amiral Villeneuve appareille pour les Antilles. Cette force comprend onze vaisseaux dont l’Indomptable et huit frégates.
Par chance elle parvient à tromper la vigilance du vice-amiral Nelson, passe Gibraltar sans encombre, se renforce au passage de Cadix de l’Aigle (74 canons) et de six vaisseaux espagnols sous le commandement de l'amiral Gravina, puis de deux autres vaisseaux français, et parvient aux Antilles le 13 mai. Le plan de Napoléon semble avoir réussi. La flotte de Nelson retardée par des vents contraires pour passer Gibraltar a mis cap sur l'Amérique. Napoléon attend le regroupement des escadres de l'Atlantique (Rochefort), du Levant (Toulon) et du Ponant (Brest) pour maîtriser la Manche où croisent deux escadres d'une trentaine de vaisseaux britanniques, le temps de traverser la Manche avec 150 000 hommes. Fort de ses vingt vaisseaux de ligne, Villeneuve, pourtant pressé par les officiers de l'armée française de participer à la reprise des îles conquises par les Britanniques, reste inactif pendant un mois, attendant Ganteaume, qui n'a pas désiré forcer le blocus de Brest en engageant le combat contre les Britanniques. Tout juste la flotte de Villeneuve, reprend-elle aux Anglais le Rocher du Diamant. Le 7 juin, à l'annonce de l'arrivée de la flotte de Nelson aux Antilles, Villeneuve ordonne de reprendre la mer vers l'Europe. L'escadre met cap à l'est le 11 juin. La traversée est éprouvante, les vaisseaux sont usés par des mois de mer, et les équipages sans doute affaiblis par privations et maladies (les Anglais avaient à la même époque trouvé une parade au scorbut avec des citrons, pratique encore largement ignorée dans la marine française). Une tempête à l'entrée du golfe de Gascogne affaiblit encore la flotte. L’Indomptable perd un mât. Villeneuve refuse d'abandonner l'une de ses plus puissantes unités mais la flotte est retardée et ne parvient pas à rallier Brest avant d'être repérée, et le 22 juin 1805 elle se heurte à une escadre anglaise de quinze vaisseaux commandée par le vice-amiral Calder au large du cap Finisterre. Ce sont les timoniers de l’Indomptable qui annoncent les Anglais. Cette bataille appelée aussi « combat des quinze-vingt » est indécise ; Villeneuve ne parvient pas à profiter de sa supériorité numérique. Il perd deux vaisseaux espagnols. Malgré tout la flotte anglaise a été très éprouvée et se trouve en ordre dispersé face au vent, à la merci de la flotte franco-espagnole. pourtant Villeneuve préfère renoncer à l'attaquer et même à forcer sa route vers Brest, craignant la confrontation avec une seconde escadre britannique, celle de l'amiral Cornwallis positionnée devant Brest où attend Ganteaume et l'escadre du Ponant. Villeneuve se réfugie à La Corogne. Enfin après six mois de mer, l'escadre, très éprouvée, mouille en baie de Cadix. Entretemps le plan d'invasion de l'Angleterre a été ajourné, et la Grande Armée file à marches forcées vers le centre de l'Europe et Austerlitz.

## Bataille de Trafalgar (1805)
Le vice-amiral Villeneuve sait la colère de Napoléon contre sa flotte et contre son incapacité à appliquer les ordres. Il pressent sa place à la tête de celle-ci condamnée.
Mais il semble peu enclin à quitter Cadix : ses capitaines s'y opposent et tous craignent Nelson. Pourtant il a reçu des ordres de l'amiral Decrès, commandant la marine française, de revenir en mer Méditerranée. Mais seule l'annonce de l'arrivée de son remplaçant, le vice-amiral François Rosily, à Madrid, le 18 octobre, ajoutée au rapport de ses espions signalant seulement six vaisseaux britanniques à Gibraltar, le décide. Le 20 octobre, soudainement partisan du départ, il quitte le port après une rapide préparation de ses navires, et formé en trois colonnes, se dirige sur le détroit de Gibraltar. Le soir même, l’Achille signale dix-huit vaisseaux britanniques à leur poursuite dans le nord-est. Durant la nuit, Villeneuve décide de former sa flotte sur une ligne et de se préparer au combat. L’Indomptable est placé au centre de la ligne entre les vaisseaux espagnols San Justo et Santa Anna, Cette ligne sera coupée en trois : à l’avant par l'escadre de Nelson et en arrière par celle de Collinwood.
L’Indomptable est engagé successivement par les HMS Revenge, HMS Dreadnought et HMS Thunderer. L’Indomptable quitte le combat à la nuit pour Cadix, alors que la tempête menace et interrompt les combats.

## Une fin tragique dans la tempête
Le 23 octobre 1805, il fait partie de l’escadre improvisée par le capitaine Cosmao-Kerjulien qui mènera de la contre-attaque française depuis Cadix, avec le Pluton, le Neptune, le Rayo, et le San Francisco de Asís, pour reprendre les navires capturés par les Britanniques. Ils réussirent à reprendre la Santa Ana et l’Algésiras. Il recueillera les rescapés du Bucentaure, le vaisseau-amiral de Villeneuve, très éprouvé et abandonné par les Britanniques dans la tempête. À bord de l’Indomptable se trouvent alors plus de 1 200 hommes (équipage et rescapés). Durant la nuit, la tempête le drosse à la côte. Seuls 150 hommes auront la vie sauve.